# Podomyrma laevissima
Podomyrma laevissima é uma espécie de formiga do gênero Podomyrma, pertencente à subfamília Myrmicinae.